# Södermanlands runinskrifter 93
Södermanlands runinskrifter 93, Sö 93, är en vikingatida runsten av gråsten i Berga, Husby-Rekarne socken och Eskilstuna kommun. Runstenen är 1,6 meter hög och 0,45 meter bred. Runhöjden är cirka 10 centimeter. Ristningen är en nonsensinskrift eller är skriven med lönnrunor. Möjligen utgör Sö 93 en gemensam minnesvård tillsammans med Sö 94 och Sö 95.

## Inskriften
Translitterering av runraden:
· naʀrʀiʀ : ʀlefauin : isʀnmik : a- ¶ -urþao : þyilʀ : auamnkti : ara : ¶ ʀliku ¶ itf
Normalisering till runsvenska:
... ... ... ... ... ... ... ... ... ...